# Bromsgrove
Bromsgrove é uma cidade no Condado de Worcestershire, na Inglaterra. Sua população é de 34.820 habitantes (2016) (96.769, distrito). Bromsgrove foi registrada no Domesday Book de 1086 como Bremesgrave.